# Lucas Feyerabend
Lucas Feyerabend (* 1687 in Basel; bestattet am 13. Juli 1741) war ein Schweizer Schreiner und Bildhauer.

## Leben und Wirken
Lucas (auch Lukas und Lux) Feyerabend, Sohn des Schreiners Jakob Feyerabend, wurde 1712 als Schreiner in die Spinnwetternzunft in Basel aufgenommen. Danach betätigte er sich vor allem als Bildhauer. 1729 kaufte er sich auch in die Safranzunft ein. Später lebte er in Hamburg. Vermutlich war Feyerabend auch in Neuchâtel tätig, da er 1715 in der Absicht sich mit seiner Ehefrau dorthin zu begeben von Bürgermeister und Rat ein Zeugnis ihres Wohlverhaltens erwirkte.
Lucas Feyerabend war der erste seines Geschlechts, der sich künstlerisch betätigte. Er war seit 1712 verheiratet mit der Kupferstecherin Anna Magdalena de Beyer (1677–1741), die ein undatiertes Trachtenwerk herausgab. Die beiden waren die Stammeltern der sich über drei Generationen erstreckenden Basler Malerfamilie Feyerabend.

## Künstlerisch tätige Nachkommen
- Johann Jacob (1714–1777), Sohn von Lucas, Dekorations- und Kunstmaler
  - Augustin (1744–1790), Sohn von Johann Jakob, Dekorations und Kunstmaler
  - Samuel (1746–1787), Sohn vom Johann Jacob, Dekorations- und Kunstmaler
  - Franz (1756–1800), Sohn vom Johann Jacob, Dekorations- und Kunstmaler, Karikaturist
    - Johann Rudolf (1779–1814), Sohn vom Franz, Dekorations- und Kunstmaler